# Бламон
Бламон (фр. Blâmont) насеље је и општина у североисточној Француској у региону Лорена, у департману Мерт и Мозел која припада префектури Линевил.
По подацима из 2011. године у општини је живело 1121 становника, а густина насељености је износила 151,28 становника/km². Општина се простире на површини од 7,41 km². Налази се на средњој надморској висини од 264 метара (максималној 336 m, а минималној 254 m).

## Демографија
| 1962. | 1968. | 1975. | 1982. | 1990. | 1999. | 2011. |
| ----- | ----- | ----- | ----- | ----- | ----- | ----- |
| 1.409 | 1.400 | 1.257 | 1.399 | 1.318 | 1.261 | 1.121 |

График промене броја становника у току последњих година